# Ali Dawudi
Ali Dawudi (per. علی داوودی; ur. 22 marca 1999 w Chomejnie) – irański sztangista, srebrny medalista igrzysk olimpijskich.
Na igrzyskach olimpijskich w Tokio w 2020 roku wywalczył srebrny medal w wadze superciężkiej. W zawodach tych rozdzielił na podium Laszę Talachadze z Gruzji i Syryjczyka Mana Asaada. Zdobył także złote medale na rozgrywanych rok wcześniej mistrzostwach Azji w Ningbo oraz mistrzostwach Azji w Taszkencie w 2020 roku. Jest ponadto mistrzem świata juniorów z 2018 roku.